# Richard Baird
Richard Baird (20 tháng 2 năm 1892 – 27 tháng 2 năm 1977) là một cầu thủ bóng đá người Anh thi đấu ở vị trí tiền vệ chạy cánh. Ông thi đấu 2 trận tại Football League Third Division North cho Nelson ở mùa giải 1921–22.